# Данинська сільська рада
Данинська́ сільська́ ра́да —колишня адміністративно-територіальна одиниця та орган місцевого самоврядування в Ніжинському районі Чернігівської області. Адміністративний центр — село Данине.

## Загальні відомості
Данинська сільська рада утворена у 1919 році.
05.02.1965 Указом Президії Верховної Ради Української РСР передано сільради Носівського району:  Данинську та Шатурську — до складу Ніжинського району.
- Територія ради: 37,12 км²
- Населення ради: 1 022 особи (станом на 2001 рік)

## Населені пункти
Сільській раді були підпорядковані населені пункти:
- с. Данине

## Склад ради
Рада складалася з 14 депутатів та голови.
- Голова ради: Оксенич Ганна Петрівна
- Секретар ради: Авраменко Параска Василівна

### Керівний склад попередніх скликань
| Прізвище, ім'я, по батькові    | Основні відомості                                                                                  | Дата обрання | Дата звільнення |
| ------------------------------ | -------------------------------------------------------------------------------------------------- | ------------ | --------------- |
| Андрусенко Олексій Миколайович | Сільський голова, 1964 року народження, безпартійний                                               | 26.03.2006   | 31.10.2010      |
| Оксенич Ганна Петрівна         | Сільський голова, 1959 року народження, освіта вища, член Всеукраїнського об'єднання «Батьківщина» | 31.10.2010   |                 |

Примітка: таблиця складена за даними сайту Верховної Ради України

### Депутати
За результатами місцевих виборів 2010 року депутатами ради стали:

#### За суб'єктами висування
| Суб'єкт висування           | Кількість обраних депутатів | %    |
| --------------------------- | --------------------------- | ---- |
| Самовисування               | 13                          | 92,9 |
| Комуністична партія України | 1                           | 7,1  |

#### За округами
| № округу                    | Прізвище, ім'я, по батькові   | Дата визнання обраним | Освіта  | Партійна приналежність            | Відомості про обраного депутата                             |
| --------------------------- | ----------------------------- | --------------------- | ------- | --------------------------------- | ----------------------------------------------------------- |
| Комуністична партія України |                               |                       |         |                                   |                                                             |
| 7                           | Подолянко Микола Олексійович  | 04.11.2010            | вища    | член Комуністичної партії України | пенсіонер                                                   |
| Самовисування               |                               |                       |         |                                   |                                                             |
| 1                           | Мозговий Олександр Григорович | 04.11.2010            | середня | позапартійний                     | НДПУ, студент                                               |
| 2                           | Кулик Володимир Андрійович    | 04.11.2010            | середня | позапартійний                     | приватний підприємець                                       |
| 3                           | Царок Ніна Андріївна          | 04.11.2010            | вища    | позапартійна                      | відділення зв'язку, листоноша                               |
| 4                           | Мозгова Лідія Олексіївна      | 04.11.2010            | середня | позапартійна                      | Данинська сільська рада, техпрацівник                       |
| 5                           | Яловський Станіслав Петрович  | 04.11.2010            | середня | позапартійний                     | Данинська загальноосвітня школа І-ІІ ст., оператор котельні |
| 6                           | Микитенко Іван Миколайович    | 04.11.2010            | вища    | позапартійний                     | Данинська загальноосвітня школа І-ІІ ст., вчитель           |
| 8                           | Федоренко Людмила Миколаївна  | 04.11.2010            | середня | позапартійна                      | тимчасово не працює                                         |
| 9                           | Подолянко Юлія Сергіївна      | 04.11.2010            | середня | позапартійна                      | Данинська сільська рада, бухгалтер                          |
| 10                          | Братченко Тамара Євгеніївна   | 04.11.2010            | середня | позапартійна                      | сільський магазин, продавець                                |
| 11                          | Вовкогон Микола Андріянович   | 04.11.2010            | середня | позапартійний                     | пенсіонер                                                   |
| 12                          | Семенко Валентина Миколаївна  | 04.11.2010            | вища    | позапартійна                      | Лосинівське газове господарство, контролер                  |
| 13                          | Авраменко Параска Василівна   | 04.11.2010            | вища    | позапартійна                      | Даннська сільська рада, секретар                            |
| 14                          | Кошма Володимир Миколайович   | 04.11.2010            | вища    | позапартійний                     | тимчасово не працює                                         |